# Система беспузырной стрельбы
Система беспузырной стрельбы (БПС), или беспузырной торпедной стрельбы (БТС) — совокупность устройств подводной лодки (ПЛ), позволяющая производить стрельбу из торпедных аппаратов (ТА) с воздушным приводом без утечки воздуха за борт — без образования пузыря.

## Предыстория
Большинство торпедных аппаратов ПЛ имеют воздушный привод — торпеда выстреливается сжатым воздухом. Понятно, что между торпедой и стенкой торпедного аппарата имеется зазор. Чтобы воздух не уходил через него, имеются обтюрирующие кольца. Но как только торпеда их проходит, воздух больше ничем не удерживается.
Работающие таким образом ТА были на вооружении лодок в Первую мировую войну и сразу после неё. Образующийся от выстрела пузырь снижал внезапность атаки, демаскировал лодку и облегчал противолодочным силам её уничтожение, что, впрочем, нивелировалось отсутствием эффективных средств поражения погруженных подводных лодок.
В межвоенный период стали разрабатываться системы БТС. Первыми в этом направлении были европейские страны — Голландия, Германия, Великобритания. Советский Союз имел собственные разработки, но к началу Второй мировой войны большинство советских лодок не были оборудованы этой системой. В качестве полумеры конструкция лодок типа «С» обеспечивала меньший размер воздушного пузыря.

## Принцип

Схема торпедного аппарата с БПС
1 — розмах открывания передней крышки; 2 — предохранительный клапан; 3 — невозвратный клапан; 4 — боевой баллон; 5 — горловина установки хода торпеды; 6 — курковой зацеп; 7 — горловина над впускным и запирающим клапанами торпеды; 8 — задняя труба (внутри ПК); 9 — передняя труба (снаружи ПК); 10 — торпеда; 11 — привод открывания передней крышки и волнорезного щита; 12 — труба системы осушения и вентиляции; 13 — передняя крышка; 14 — волнорезный щит; 15 — волнорезный щит в «утопленном» (боевом) положении

Принцип действия системы беспузырной стрельбы в том, что после того как торпеда приобретает необходимую скорость движения в аппарате (по прохождении двух третей длины трубы), автоматически открывается выпускной клапан и производится перепуск воздуха из ТА внутрь прочного корпуса (ПК). При этом давление в трубе аппарата падает ниже забортного, и забортная вода заполняет освободившееся от воздуха пространство.
После заполнения торпедного аппарата часть воды через перепускной клапан сливается в специальную торпедозаместительную цистерну в количестве, компенсирующем вес выстреленной торпеды. Перепускной клапан закрывается автоматически в момент, когда в торпедозаместительную цистерну поступило необходимое количество забортной воды.
У германских подводных лодок типа VII для выталкивания торпеды использовался не непосредственно сжатый воздух, а пневматический поршень, что существенно упрощало устройство БТС. Сжатый воздух, толкающий поршень, выпускался при этом не в воду, а в торпедный отсек.

## Ограничения
В зависимости от глубины противодавление меняется. Поэтому давление выстрела должно регулироваться соответственно. Оно не может быть слишком большим — тогда образуется пузырь, или слишком малым — торпеда не наберет нужную скорость и выстрел не произойдет. Поскольку объём боевого баллона постоянен и точка срабатывания выпускного клапана задана, регулируется объём, куда поступает перепускаемый воздух.
Чтобы гарантировать беспузырную торпедную стрельбу на перископной глубине или близко к ней, объём увеличивают, — открываются переборочные двери смежных с торпедным отсеков. Например, на советских ПЛ проекта 613 при выстреле носовыми ТА открывают двери I/II и II/III отсеков. Несмотря на это, скачок давления ощущается командой довольно болезненно. С увеличением глубины перепускной объём меньше, и скачок давления выше.
Соответственно, глубина применения ТА с воздушным приводом ограничена примерно 60 м. На бо́льших глубинах применение воздуха для торпедной стрельбы технически нерационально — необходимый расход воздуха слишком велик, а прочность требует утолщения стенок ТА. Вся система слишком утяжеляется. Для таких случаев применяются торпедные аппараты другого принципа — пневмогидравлические.